# Zou Shiming
Zou Shiming (kinesiska: 邹市明, pinyin: Zōu Shìmíng, född 18 maj 1981 i Zunyi, Guizhou) är en kinesisk boxare.

## Karriär
Zou besegrade Kuba. Han vann bronsmedalj i de olympiska sommarspelen 2004 i Aten, då han mötte 17-årige Rau'shee Warren. Sedan vann hann guldmedalj i VM i Mianyang 2005. Då besegrade han den ungerska boxaren Pál Bedák. I asiatiska spelen 2006 besegrade han thailändaren Suban Pannon med 21-1 och vann guldmedalj. 2007 vann han guldmedalj i VM i Chicago. I de olympiska sommarspelen 2008 i Peking vann han guldmedalj och det var Kinas femtionde guldmedalj.

## Meriter

### Olympiska meriter

#### Olympiska sommarspelen 2008
- Huvudartikel: Boxning vid olympiska sommarspelen 2008

| Tävlande    | Viktklass     | Sextondelsfinal             | Åttondelsfinal       | Kvartsfinal          | Semifinal            | Final                    |  |
| Tävlande    | Viktklass     | Motståndare Resultat        | Motståndare Resultat | Motståndare Resultat | Motståndare Resultat | Motståndare Resultat     |  |
| ----------- | ------------- | --------------------------- | -------------------- | -------------------- | -------------------- | ------------------------ |  |
| Zou Shiming | Lätt flugvikt | Bermudez Salas (VEN) W 15-2 | Oubaali (FRA) W +3-3 | Zhakypov (KAZ) W 9-4 | Barnes (IRL) W 15-0  | Serdamba (MGL) W Retired |  |